# Tip Top
Pour les articles homonymes, voir Tip Top (homonymie).
Tip Top est une ville fantôme située dans le comté de Yavapai dans l'État de l'Arizona aux États-Unis. La ville fut établie en 1876.

## Annexe